# PABLO UCHIDA
PABLO UCHIDA（ぱぶろ うちだ、男性）は、日本のイラストレーター。以前は岩良 ノマ（いわよし のま）というペンネームで活動していた。そのほか、内田 パブロ（うちだ ぱぶろ）やpablo uchidaといった別名義でも活動している。
大学卒業後、ゲーム会社のセガにデザイナーとして入社。学生時代は専門的な絵の勉強はしておらず、理工学部に在籍していた。自身のブログに掲載していたイラストがきっかけとなって早川書房の書籍イラストを担当するようになり、その後フリーランスのイラストレーターに転じた。

## 主な作品

### イラスト
- デイヴィッド・エディングス&リー・エディングス『ドラル国戦史』シリーズ - 装丁画
- E・E・ナイト『ヴァンパイア・アース』シリーズ - 装丁画
- スティーヴン・L・ケント『共和国の戦士』シリーズ - 装丁画
- 『決定版 世界の幻獣 危険FILE』 - イラスト
- スコット・ウエスターフェルド『リヴァイアサン』シリーズ - 装丁画
- 『SFが読みたい!2012年版』 - 表紙イラスト
- 『SFが読みたい!2013年版』 - 表紙イラスト

### アニメ
- ガンダム Gのレコンギスタ - デザインワークス
- 機動戦士ガンダム 閃光のハサウェイ - キャラクターデザイン

### ゲーム
- グラディエーターVS - 欧米版パッケージイラスト
- 地獄の軍団 - オープニングアニメーションカットイラスト、ロードムービーイラスト
- 三国志大戦 - 一部カードイラスト
- LORD of VERMILION III - 一部NPCキャラクターデザイン
- CODE OF JOKER - 一部カードイラスト、店頭用ポスターイラスト[2]
- ラストクロニクル - 一部カードイラスト
- ウィザードリィ〜戦乱の魔塔〜 - 一部NPCキャラクターデザイン
- 信長の野望・創造 - メインビジュアル
- 三國志13 - メインビジュアル
- メタルギアソリッドV - キー・ビジュアル